# Хеллинген
Хеллинген (нем. Hellingen) — община в Германии, в земле Тюрингия. 
Входит в состав района Хильдбургхаузен. Подчиняется управлению Хельдбургер Унтерланд.  Население составляет 1048 человек (на 31 декабря 2010 года). Занимает площадь 44,56 км².